# Gokabō
Le gokabō (五家宝) est un wagashi japonais, l'un des trois desserts principaux de la préfecture de Saitama, avec le soka senbei de Kazo et l'imogashi de Kawagoe. Il est réalisé grâce à des techniques datant de l'époque d'Edo (1603–1868).

## Histoire
L'origine du gokabō remonte au XVIIIe siècle, dans un petit village de l'est du Japon. La traduction littérale du mot en japonais est « le trésor de cinq familles ». C'est l'un des desserts emblématique de la ville de Kazo.
Le gokabō serait devenu populaire à partir de 1883, lorsque des marchands ont commencé à en vendre en face d'une station d'une nouvelle ligne de chemin de fer reliant Ueno à Kumagaya.

## Préparation
Le gokabō se prépare à partir d'une mixture de sucre et de sirop d'amidon de soja incorporée à du riz gluant. Le mélange est ensuite enroulé dans une pâte fabriquée à partir de farine de soja et de sirop porté à ébullition. On forme des bâtonnets qu'on place sur une assiette saupoudrée de farine de soja.